# Loft
Loft — немецкая евродэнс-группа.

## История
Группа Loft была основана двумя ямайскими братьями-рэпперами Ричардом и Кортни Вильямсами. Став военнослужащими Армии США, Вильямсы были направлены для прохождения службы в Германию, где и остались после увольнения со службы. Там на них обратили внимание продюсеры Михаэль Эйзеле и Дитмар Штеле.
В 1993 году вышел дебютный сингл группы под названием «Summer Summer». Женский вокал в этой композиции принадлежал Джине Мохаммед. Сингл занял высокие места в чартах Финляндии, Германии, Дании. Затем вышел сингл «Hold On», добившийся ещё большего успеха в Европе и за её пределами, в котором музыка группы уже приобрела классическое евродэнс-звучание. Женский вокал в этой песне был исполнен Ким Сандерс.
В 1994 году были выпущены синглы «Wake The World» и «Love Is Magic» с вокалом Лори Глори. Второй из этих синглов стал хитом в Европе. В этом же году вышел дебютный альбом «Wake The World».
Второй альбом группы под названием «Future World» вышел в 1995 году. Ряд треков с этого альбома также были выпущены в качестве синглов. Женский вокал в композициях с этого альбома принадлежал Сандре Стейнборн и Кристианне Ейбен.
В 1996 году вышел сингл «Mallorca», а в 1997 — «Long John Silver». Эти синглы не входили в состав ранее выпущенных альбомов.
Затем в творчестве группы последовал пятилетний перерыв, и лишь в 2003 году был выпущен сингл «Summer Summer [Recall]», являвшийся переработкой их дебютного сингла 1993 года. После этого группа фактически прекратила деятельность.

## Дискография

### Альбомы
- Wake The World (1994)
- Future World (1995)

### Синглы
- Summer Summer (1993)
- Hold On (1993)
- Wake The World (1994)
- Love Is Magic (1994)
- It’s Raining Again (1995)
- Free Me (1995)
- Don’t Stop Me Now (1995)
- Mallorca (1996)
- Long John Silver (1997)
- Summer Summer [Recall] (2003)